# Pinthaeus
Pinthaeus är ett släkte av insekter. Pinthaeus ingår i familjen bärfisar.
Släktet innehåller bara arten Pinthaeus sanguinipes.